# Lajes (navio)
O cargueiro Lajes  (Lages) foi um navio brasileiro afundado na noite de 27 de setembro de 1942, pelo submarino alemão U-514, no litoral do estado do Pará.
Era de propriedade do Lloyd Brasileiro e foi afundado uma hora depois de o cargueiro Osório, que também navegava no mesmo comboio, ter sido torpedeado pelo mesmo submarino.
Consistiu no vigésimo-terceiro ataque a uma embarcação brasileira na Segunda Guerra e o segundo a ser cometido após a declaração de guerra do Brasil ao Eixo, quase um mês antes. Morreram três tripulantes no evento.

## O navio e sua história
Construído entre 1906 e 1907, nos estaleiros da Swan, Hunter & Wigham Richardson Ltda , Walker-on-Tyne, Inglaterra , foi lançado em sob o nome de Raeunfels, operado pela Hansa Line, de Bremen, Alemanha.
Possuía 128,5 metros de comprimento, 16,8 metros de largura e 9,2 metros de calado. Feito com casco de aço, possuía 5.473 toneladas de  arqueação bruta, propelidas por turbinas a vapor, através de um motor de quádrupla expansão com uma hélice, fazendo-o alcançar a velocidade de 12 nós.
Encontrava-se no porto de Salvador, na Bahia, quando eclodiu a Primeira Guerra Mundial, o que motivou-lhe a retenção e o posterior confisco pelo Governo Brasileiro – a 1º de junho de 1917 –, quando o Brasil rompeu relações diplomáticas com o Império Alemão.
É rebatizado de Lajes (Lages, de acordo com a grafia antiga), registrado no Porto do Rio de Janeiro, sendo arrendado ao governo francês, logo após o fim daquele conflito. No início da década de 1920, voltou às mãos do Governo Brasileiro e foi incorporado ao patrimônio do Lloyd Brasileiro em 1925
Seu nome brasileiro foi homenagem à cidade catarinense de Lages.

## O afundamento
O Lajes partira do porto de Belém no Pará, na tarde do dia 27 de setembro, rumo a Nova York, juntamente com o cargueiro Osório, ambos escoltados pelo destróier norte-americano USS Roe (DD-418).
Era comandado pelo Capitão-de-Longo-Curso Osvaldo Simões da Silva, e possuía uma tripulação de 49 homens, dentre os quais, quatro marinheiros que guarneciam um canhão de 75mm e dois de 7mm. Não muito distante da costa, o navio foi orientado a se separar do pequeno comboio por estar expelindo muita fumaça pela chaminé.
Isso não impediu, todavia, que os navios fossem atacados. Por ironia, o primeiro a ser atacado foi justamente o navio que estava sendo escoltado, o Osório. Depois, às 21:15 (2:15 do dia 28 de setembro, pelo Horário da Europa Central), aproximandamente 50 milhas da costa paraense, no estuário do Rio Amazonas, o Lajes foi atingido por um torpedo disparado pelo U-514, comandado pelo Capitão-tenente Hans Jürgen Auffermann, o mesmo "u-boot" que afundara o Osório cerca de uma hora antes, não muito longe dali.
A explosão matou três homens na sala de máquinas, conseguindo os demais tripulantes arriarem as baleeiras. Nos procedimentos de abandono do navio, o telegrafista ainda teve tempo de enviar uma mensagem de SOS captada em Belém. Além disso, uma das baleeiras que levava seis tripulantes foi avistada por um avião de guerra que logo pediu socorro à sua base.
Ambas embarcações foram resgatadas, tendo em vista que os afundamentos ocorreram em águas relativamente rasas. Todavia, nunca foram recuperados, tendo sido declarados como perda total, ao final do conflito.

## Consequências
No segundo semestre de 1942, já estava sendo posto em prática no litoral brasileiro, um sistema de comboios, isto é, um grupo de mercantes com escolta de vasos de guerra em torno. Os mercantes tinham um comandante próprio, o comodoro, que os representava junto ao comando da escolta e dava ordens a eles.
A 24 de setembro de 1942, fruto do acordo militar com os Estados Unidos, a marinha brasileira recebeu dois caça-submarinos de 173 pés (56,7 metros), com casco de metal (apelidados de "caça-ferros"). Foram batizados de Guaporé e Gurupi, os quais possuíam escuta submarina.
Apesar disso, dentro da realidade brasileira, tais comboios eram organizados de forma precária e com escoltas insuficientes. Isso ficou patente, por ocasião dos afundamentos do Osório e do Lajes, em que apenas um pequeno destróier não foi capaz de proteger os navios que escoltava.
Em outubro daquele ano, as escoltas ficaram mais bem organizadas e foram estendidas até Trinidad e Tobago e ao largo da Venezuela, no delta do Rio Orinoco, região em que, de setembro a novembro, os alemães afundaram 375.000 toneladas de navios mercantes.
Após insistentes pedidos feitos pelo Governo Brasileiro, os norte-americanos entregariam, em dezembro,  mais quatro caça-submarinos, construídos em casco de madeira (apelidados de "caça-paus"). Eram eles o Javari, o Jutaí, o Juruá e o Juruena, trazidos de Miami, já incorporados à Marinha e, inclusive, em operação de guerra.